# Neoperla gordonae
Neoperla gordonae és una espècie d'insecte plecòpter pertanyent a la família dels pèrlids. Va ser descrit per l'entomòleg Bill P. Stark el 1983.
En el seu estadi immadur és aquàtic i viu a l'aigua dolça, mentre que com a adult és terrestre i volador. És endèmic a Tailàndia.